# Das Schiff der verlorenen Menschen
Das Schiff der verlorenen Menschen é um filme mudo do gênero suspense produzido na Alemanha em 1929, dirigido por Maurice Tourneur e com atuações de Fritz Kortner, Marlene Dietrich e Robin Irvine.